# Petter Zetterquist
Petter Zetterquist, född 2 juli 1964 i Västra Frölunda, är en svensk konstnär.
Han är son till konstnären Jörgen och Britta Zetterquist och bror till Johan Zetterquist.
Zetterquist studerade vid Kyrkeruds folkhögskolas estetiska linje. Han har deltagit i utställningar med bland annat Konstfrämjandet i Karlstad i utställningen Johan & Petter Zetterquist 1993, utställningen Värmländska ungdomar på Sillegården 1990 samt i Fam Göran  Zetterquist i Grythyttan 1992. 
Han har tilldelats Värmlands konstförenings Ungdomsstipendieum.
Zetterquist är representerad i Landstinget i Värmland och Hällefors konstförening.